# Medal „Za zasługi w krzewieniu wiedzy obronnej”
Medal „Za zasługi w krzewieniu wiedzy obronnej” – odznaczenie nadawane przez Zarząd Główny Towarzystwa Wiedzy Obronnej.
Medal został ustanowiony w celu wyróżnienia osób oraz stowarzyszeń lub innych organizacji w uznaniu ich zasług w kształtowaniu świadomości obronnej w społeczeństwie, krzewieniu wiedzy wojskowo-obronnej, upowszechnianiu osiągnięć naukowo-technicznych związanych z obronnością i bezpieczeństwem państwa oraz popularyzowaniu tradycji oręża polskiego. Wizerunek medalu ustalono na posiedzeniu Prezydium ZG TWO 26 września 2007.

## Zasady nadawania
Medal przyznawany jest osobom fizycznym, również nie będących członkami TWO oraz osobom prawnym za szczególne zasługi w działalności lektorskiej, wydawniczej i promocyjnej prowadzonej na rzecz obronności Rzeczypospolitej Polskiej.
Z wnioskiem do Zarządu Głównego TWO o przyznanie medalu może wystąpić:
- Zarząd Okręgowy TWO,
- ogniwa administracji publicznej szczebla wojewódzkiego,
- stowarzyszenia i organizacje pozarządowe.

Złożony wniosek podlega zaopiniowaniu przez Prezydium Zarządu Głównego TWO. Decyzję o przyznaniu medalu podejmuje Zarząd Główny Towarzystwa i jest ona sygnowana podpisem prezesa. Medal wręcza w imieniu Zarządu Głównego Towarzystwa Wiedzy Obronnej prezes lub osoba upoważniona w terminie ustalonym przez ZG TWO lub instytucję wnioskującą.
Medal jest odznaczeniem honorowym, jednostopniowym i może być nadany tylko raz danej osobie lub instytucji. Nadanie medalu potwierdza się legitymacją wręczaną łącznie z medalem.

## Opis odznaki
Odznakę stanowi okrągły medal w kolorze srebrnym, wykonany w metalu. Na awersie medalu znajduje się logo TWO oraz w otoku napis: „ZA ZASŁUGI W KRZEWIENIU WIEDZY OBRONNEJ”, na rewersie napis „PATRIOTYZM, WYCHOWANIE, BEZPIECZEŃSTWO”. Noszony jest jak inne odznaczenia resortowe.
Medal zawieszony jest na jedwabnej wstążce o szerokości 30 mm, z biało-czerwonym paskiem pośrodku i bocznymi paskami w kolorze ciemnozielonym. Odznakę nosi się zawieszoną na wstążeczce na lewej piersi, po orderach i odznaczeniach państwowych.
Autorem projektu odznaki jest Aleksander Podolski.
Osoby odznaczone Medalem „Za zasługi w krzewieniu wiedzy obronnej” mogą uczestniczyć na zasadach gości honorowych w Krajowych Zjazdach Delegatów TWO oraz uroczystych posiedzeniach Zarządu Głównego Towarzystwa.